# Jamaican Gold
Jamaican Gold is een onafhankelijk Nederlands platenlabel, dat gespecialiseerd is in het heruitbrengen van Jamaicaanse muziek. Het label werd in 1992 opgericht door Aad van der Hoek. Het label werkt nauw samen met Jamaicaanse producers en geluidstechnici. De muziek is meestal afkomstig van de originele mastertape. Alle platen zijn compilatiealbums. De hoesteksten zijn gebaseerd op interviews met de betreffende artiesten of producers.
Musici die op het label uitkwamen zijn onder meer Bob Marley, Delroy Wilson, The Ethiopians, Byron Lee, Barry Biggs, Dennis Brown, Hopeton Lewis, Derrick Harriott, Clancy Eccles, Lloyd Daley en The Maytones.